# 젤 밀러
젤 브라이언 밀러(Zell Bryan Miller, 1932년 2월 24일 ~ 2018년 3월 23일)는 미국의 정치인이다.

## 학력
- 영 해리스 칼리지
- 조지아 대학교 인문사회 학사
- 조지아 대학교 인문사회 석사

## 경력
- 1959 ~ 1960 영 해리스 시장
- 1961.01 ~ 1963.01 제126대 조지아 제40선거구 상원의원
- 1963.01 ~ 1965.01 제127대 조지아 제50선거구 상원의원
- 1975.01 ~ 1991.01 제8대 조지아 부지사
- 1991.01 ~ 1999.01 제79대 조지아 주지사
- 2000.07 ~ 2005.01 제106·107·108대 미국 조지아 연방상원의원

## 역대 선거 결과
| 선거명        | 직책명                      | 대수  | 정당   | 득표율 | 득표수      | 결과 | 당락                   |
| ------------- | --------------------------- | ----- | ------ | ------ | ----------- | ---- | ---------------------- |
| 1964년 선거   | 하원의원 (조지아 제8선거구) | 89대  | 무소속 | 0.01%  | 7표         | 3위  | 낙선                   |
| 1974년 선거   | 조지아 부지사               | 8대   | 민주당 | 66.19% | 597,598표   | 1위  | 조지아 부지사 당선     |
| 1978년 선거   | 조지아 부지사               | 8대   | 민주당 | 82.37% | 528,628표   | 1위  | 조지아 부지사 당선     |
| 1982년 선거   | 조지아 부지사               | 8대   | 민주당 | 73.02% | 797,245표   | 1위  | 조지아 부지사 당선     |
| 1986년 선거   | 조지아 부지사               | 8대   | 민주당 | 99.99% | 871,259표   | 1위  | 조지아 부지사 당선     |
| 1990년 선거   | 조지아주의 주지사           | 79대  | 민주당 | 52.89% | 766,662표   | 1위  | 조지아 주지사 당선     |
| 1994년 선거   | 조지아주의 주지사           | 79대  | 민주당 | 51.05% | 788,926표   | 1위  | 조지아 주지사 당선     |
| 2000년 재선거 | 상원의원 (조지아 제3부)     | 106대 | 민주당 | 58.19% | 1,413,224표 | 1위  | 조지아주 상원의원 당선 |